# Convoyeur magnétique
Un convoyeur magnétique est une bande transporteuse dont la partie inférieure aimantée attire les éléments ferreux dispersés dans d'autres matières.

## Principe
Le convoyeur est formé d’un châssis avec un rouleau à chaque extrémité sur lesquels une bande de caoutchouc est enroulée. Cette bande comporte généralement des rainures en relief chargées d’entraîner les matières à trier. Sur la partie inférieure du convoyeur, un aimant attire les métaux ferreux qui sont maintenus contre le tapis jusqu’à la limite de l’aimant ; les crans du tapis et la force centrifuge éjecte ces matières sur un autre convoyeur ou dans un conteneur.

### L’aimant
L’aimant permanent est la partie principale du convoyeur : sa disposition et les caractéristiques de son champ magnétique doivent être choisies en fonction des éléments à évacuer — type de produit ; dimension et granulométrie — en fonction de la largeur et de la vitesse de la bande transporteuse.

## Applications
Les matières transportées sur bandes ou goulottes de transfert doivent être débarrassées des particules ferreuses plus ou moins importantes. Ce procédé intéresse plusieurs secteurs :
- fonderie : après le décochage des pièces coulées (acier, fonte), le sable transporté sur bande transporteuse doit être débarrassé des déchets métalliques avant régénération et réutilisation ;
- recyclage : 
  - principalement des ordures ménagères qui contiennent une multitude de matières différentes dont des métaux qui peuvent être recyclés ;
  - dans la métallurgie, récupération des déchets métalliques issus des divers traitements du minerai (coulée, laminage, filage, forgeage, etc.), le triage des copeaux après usinage ;
  - sur les chantiers de récupération et de traitement des ferrailles (déchet industriel), le tri est réalisé pour séparer les métaux ferreurs des non ferreux qui ont une valeur marchande non négligeable (acier, fonte, aluminium, cuivre).

## Installation
Placé au-dessus du convoyeur, soit en bout et dans le même sens, soit au milieu et en travers.